# Lake County (Montana)

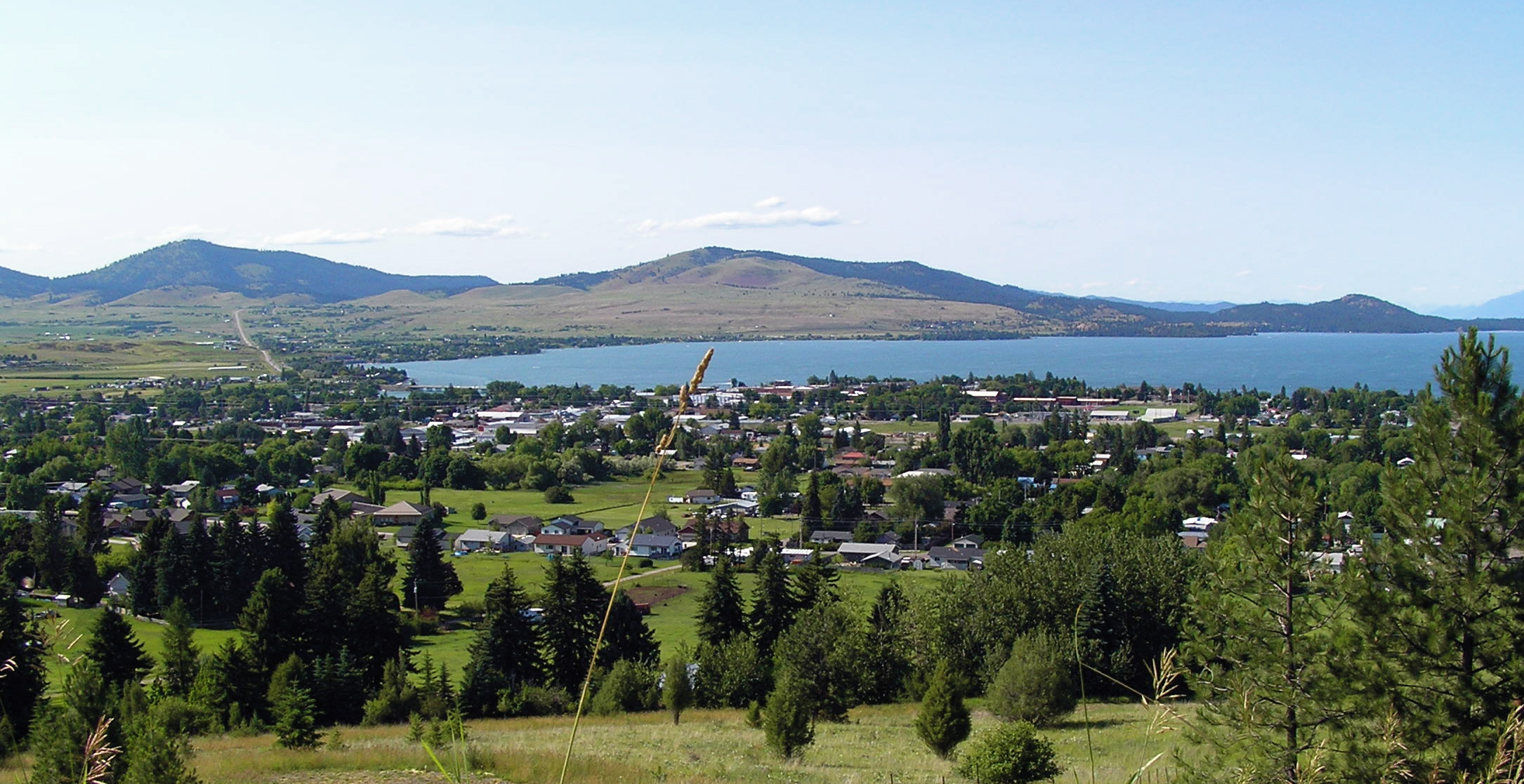
Polson am Südende des Flathead Lake ist Verwaltungssitz und größte Stadt in Lake County

Lake County ist ein County im Nordwesten des Bundesstaats Montana in den Vereinigten Staaten. Der Sitz der Countyverwaltung (County Seat) befindet sich im Lake County Court House in Polson. Der Großteil des County-Gebiets überlagert sich mit dem Flathead-Indianer-Reservat.

## Geografie
Lake County hat eine Gesamtfläche von 1.654 Quadratmeilen (rd. 4284 km²), davon sind 1.490 mi² (rd. 3859 km²) Landfläche und 164 mi² (rd. 425 km²) von Wasser bedeckt.
Das County grenzt im Norden an Flathead County, im Süden an Missoula County und im Westen an Sanders County.
Im Osten des Countys verläuft die Mission Mountain Range, ein Teil der Rocky Mountains.
Im Norden liegt der namensgebende Flathead Lake, größter natürlicher Süßwassersee im Westen der USA.
Der Flathead River fließt im Westen ab.

## Geschichte
Lake wurde 1923 aus Missoula County und Flathead County ausgegliedert und als eigenständiges County gegründet.

## Bevölkerung und Einwohnerentwicklung
Lake County ist bevölkerungsmäßig das neuntgrößte County in Montana. Das US Census Bureau schätzte die Bevölkerung im Jahr 2014 auf 29.099 Einwohner. Das durchschnittliche Haushaltsjahreseinkommen betrug 38.268 Dollar im Jahr 2012.
Die durchschnittliche Lebenserwartung für „weiße“ Frauen beträgt in Lake County 82 Jahre, für weiße Männer 78 Jahre, gegenüber 65 Jahren für indianische Frauen und 59,5 Jahren für indianische Männer.
Nach der Volkszählung im Jahr 2000 lebten im County 26.507 Menschen. Es gab 10.192 Haushalte und 7.215 Familien. Die Bevölkerungsdichte betrug sieben Einwohner pro Quadratkilometer. Die Bevölkerung setzte sich zusammen aus 71,38 % Weißen, 0,12 % Afroamerikanern, 23,79 % amerikanischen Ureinwohnern, 0,30 % Asiaten, 0,04 % Bewohnern aus dem pazifischen Inselraum und 0,67 % aus anderen ethnischen Gruppen; 3,70 % stammten von zwei oder mehr ethnischen Gruppen ab. 2,52 % der Bevölkerung waren spanischer oder lateinamerikanischer Abstammung.
Von den 10.192 Haushalten hatten 33 % Kinder und Jugendliche unter 18 Jahre, die bei ihnen lebten. 54,8 % waren verheiratete, zusammenlebende Paare, 11,5 % waren allein erziehende Mütter. 29,2 % waren keine Familien. 24,5 % waren Singlehaushalte und in 9,9 % lebten Menschen im Alter von 65 Jahren oder darüber. Die Durchschnittshaushaltsgröße betrug 2,54 und die durchschnittliche Familiengröße lag bei 3,02 Personen.
Auf das gesamte County bezogen setzte sich die Bevölkerung zusammen aus 28,1 % Einwohnern unter 18 Jahren, 8 % zwischen 18 und 24 Jahren, 24,5 % zwischen 25 und 44 Jahren, 24,9 % zwischen 45 und 64 Jahren, und 14,50 % waren 65 Jahre alt oder darüber. Das Durchschnittsalter betrug 38 Jahre. Auf 100 weibliche Personen kamen 96,7 männliche Personen, auf 100 Frauen im Alter ab 18 Jahren kamen statistisch 93,1 Männer.
Das jährliche Durchschnittseinkommen eines Haushalts betrug 28.740 USD, das Durchschnittseinkommen der Familien betrug 34.033 USD. Männer hatten ein Durchschnittseinkommen von 27.009 USD, Frauen 19.162 USD. Das Pro-Kopf-Einkommen betrug 15.173 USD. 18,7 % der Bevölkerung und 14 % der Familien lebten unterhalb der Armutsgrenze. Davon waren 24,2 % der Betroffenen unter 18 Jahre und 8,3 % waren 65 Jahre oder älter.

## Orte im Lake County
Citys
- Polson
- Ronan

Towns
- St. Ignatius

Census-designated places (CDP)
- Arlee
- Big Arm
- Charlo
- Dayton
- Elmo
- Finley Point
- Jette
- Kerr
- Kicking Horse
- Kings Point
- Niarada1
- Pablo
- Ravalli
- Rocky Point
- Rollins
- Turtle Lake
- Woods Bay

Unincorporated Communitys
- Proctor

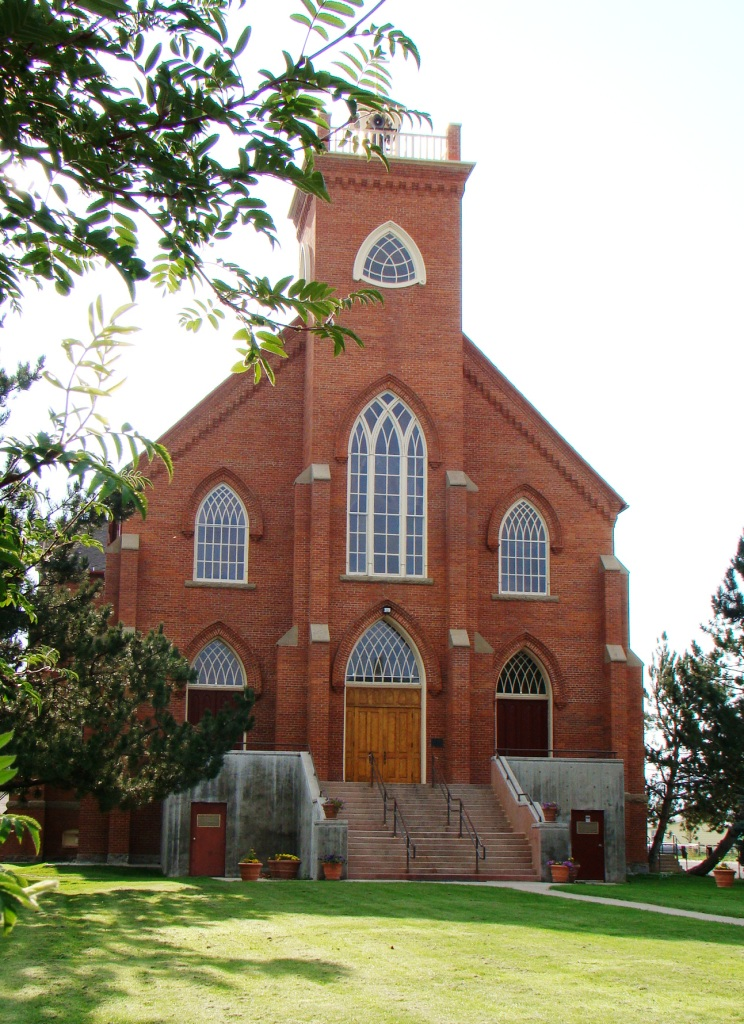
St Ignatius Mission

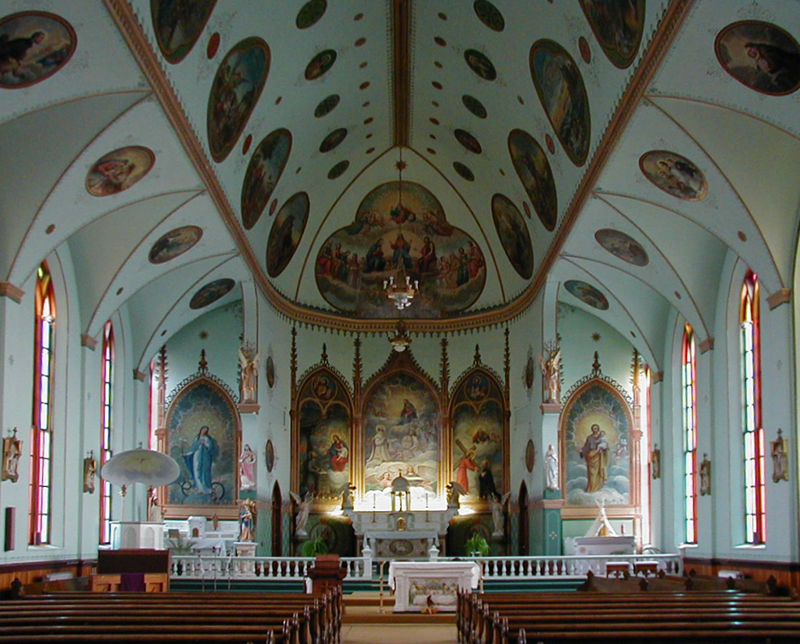
Wandgemälde (murals) in der Kirche

1 – teilweise im Flathead County und Sanders County

## Kultur und Sehenswürdigkeiten

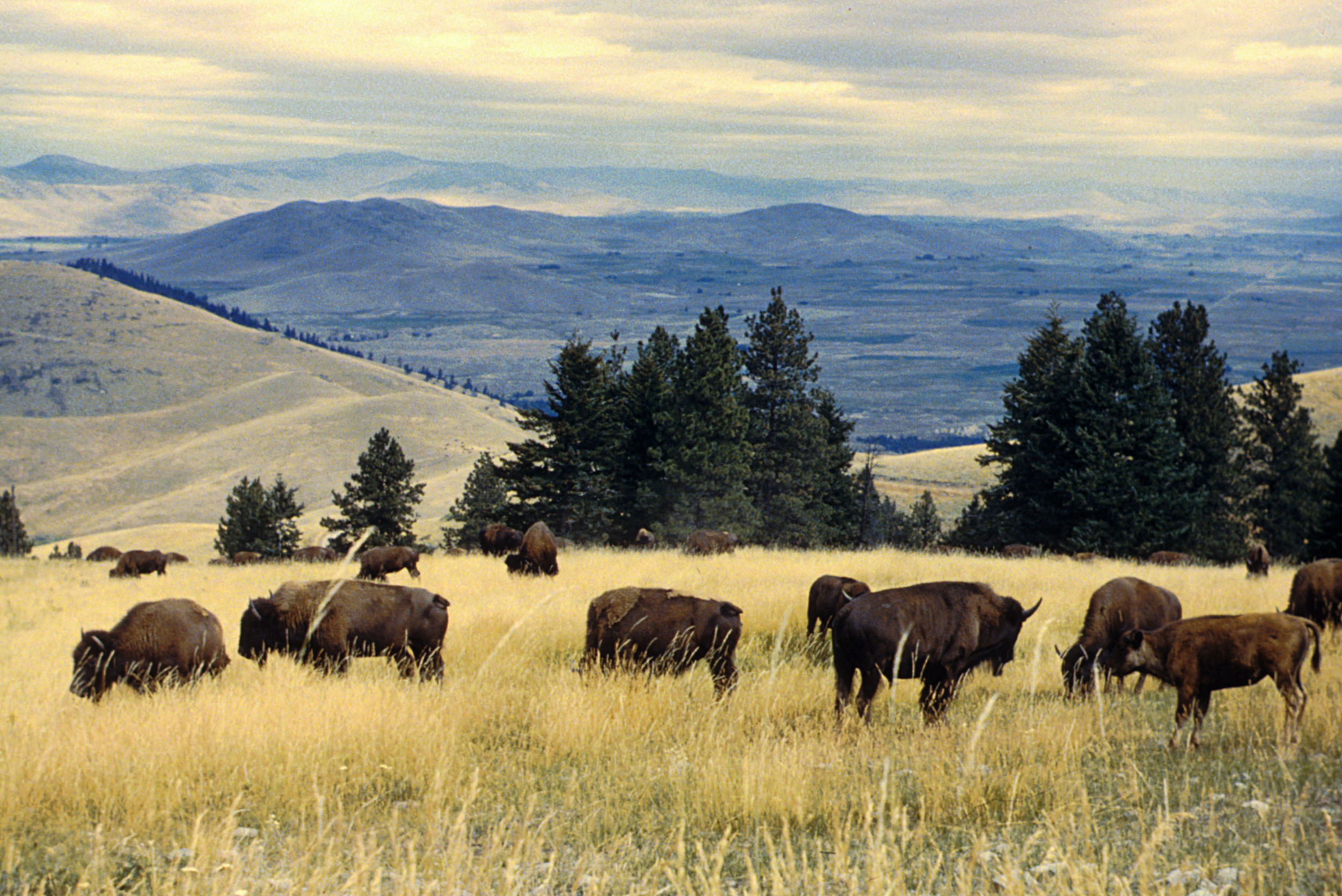
Grasende Bisons in der National Bison Range

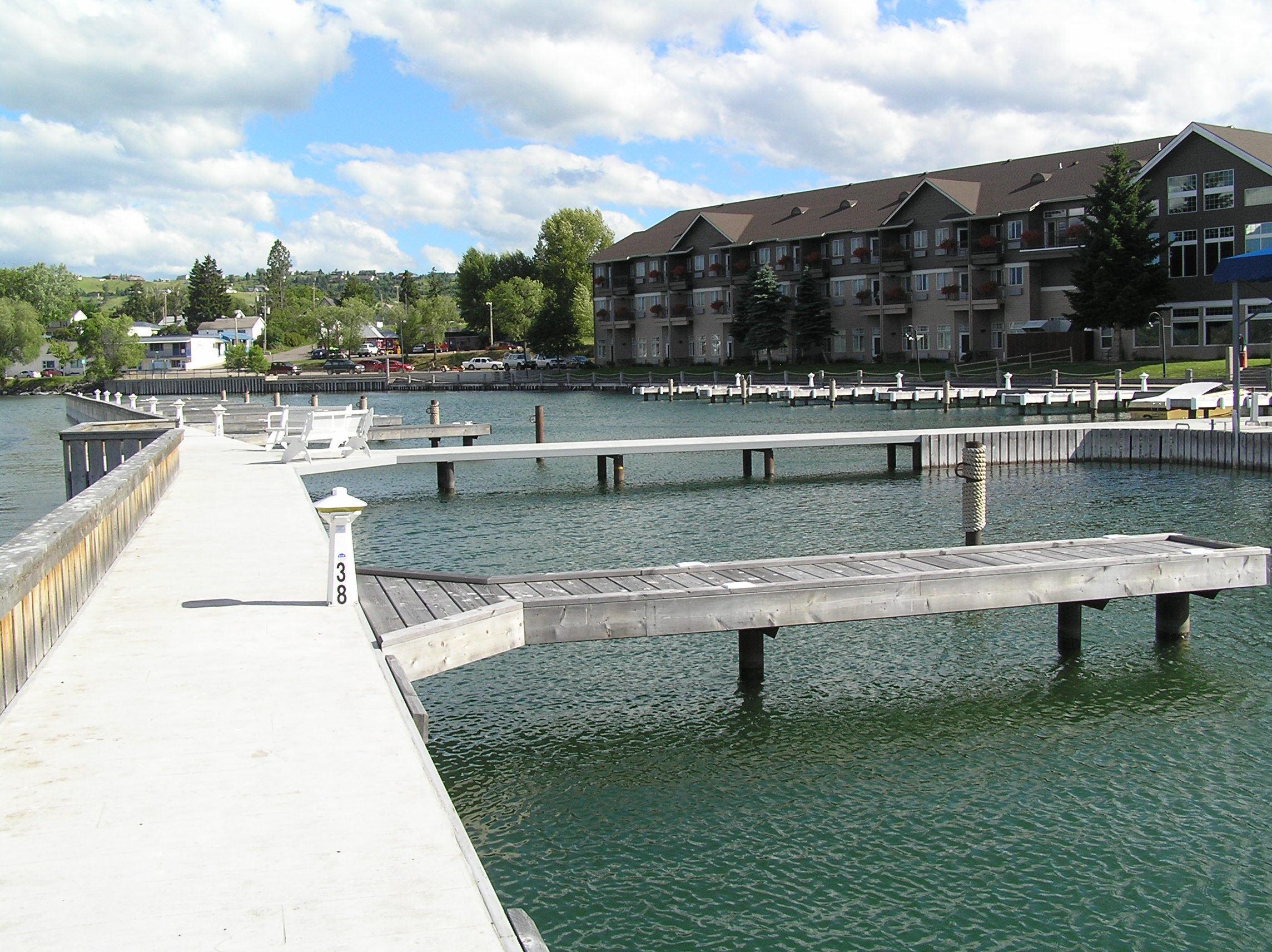
Resort und Casino Kwataqnuk am Flathead Lake in Polson

### Kino und Theater
Kinos gibt es in Polson und Ronan.
Das Port Polson Theatre ist ein 1938 als Blockhaus gebautes Bühnentheater, das von einer 1976 gegründeten Laienspielergruppe betrieben wird.

### Museen
Das gemeinnützige Museum The Miracle of America in Polson zur amerikanischen Geschichte wurde 1981 gegründet.
Das Polson-Flathead Historical Museum ist ehrenamtlich organisiert und stellt Erinnerungsstücke überwiegend mit Bezug zur lokalen Geschichte aus.
Das Flathead Indian Museum in St. Ignatius zeigt Gegenstände aus der Zeit des „Wilden Westens“ und den Anfängen der Reservatsgründung.

### Bauwerke
Die Kirche St Ignatius Mission wurde 1891–1893 als Ersatz für eine von katholischen Missionaren des Jesuitenordens 1854 errichtete Holzkirche in dem Ort St. Ignatius gebaut. Sie ist für ihre historischen murals von 1904/05 bekannt.
Neben der St. Ignatius Mission sind neun weitere Bauwerke und Stätten des Countys im National Register of Historic Places eingetragen (Stand 8. Februar 2018).

### Parks
In Lake County befindet sich der Flathead Lake State Park, zu dem die Insel Wild Horse Island gehört sowie die um den südlichen Teil des Sees verteilten Parkeinrichtungen Finley Point, Yellow Bay, Big Arm, Wayfarers und West Shore.

### Naturdenkmäler
Im Süden des Countys liegt bei Ravalli bzw. Moiese die 1908 eingerichtete National Bison Range. Auf einer Fläche von etwa 20.000 Acres (fast 81 km²) lebt eine Herde von derzeit rund 500 Bisons. Außerdem leben hier Wapiti- und Weißwedelhirsche, Dickhornschafe und Gabelböcke.
Ninepipe National Wildlife Refuge and State Wildlife Management Area bei Charlo südlich von Ronan ist ein Wasser- und Vogelschutzgebiet. Es wird als Teil der National Bison Range vom staatlichen Fish and Wildlife Service verwaltet; die Stämme managen die Fischbestände.

## Wirtschaft und Infrastruktur

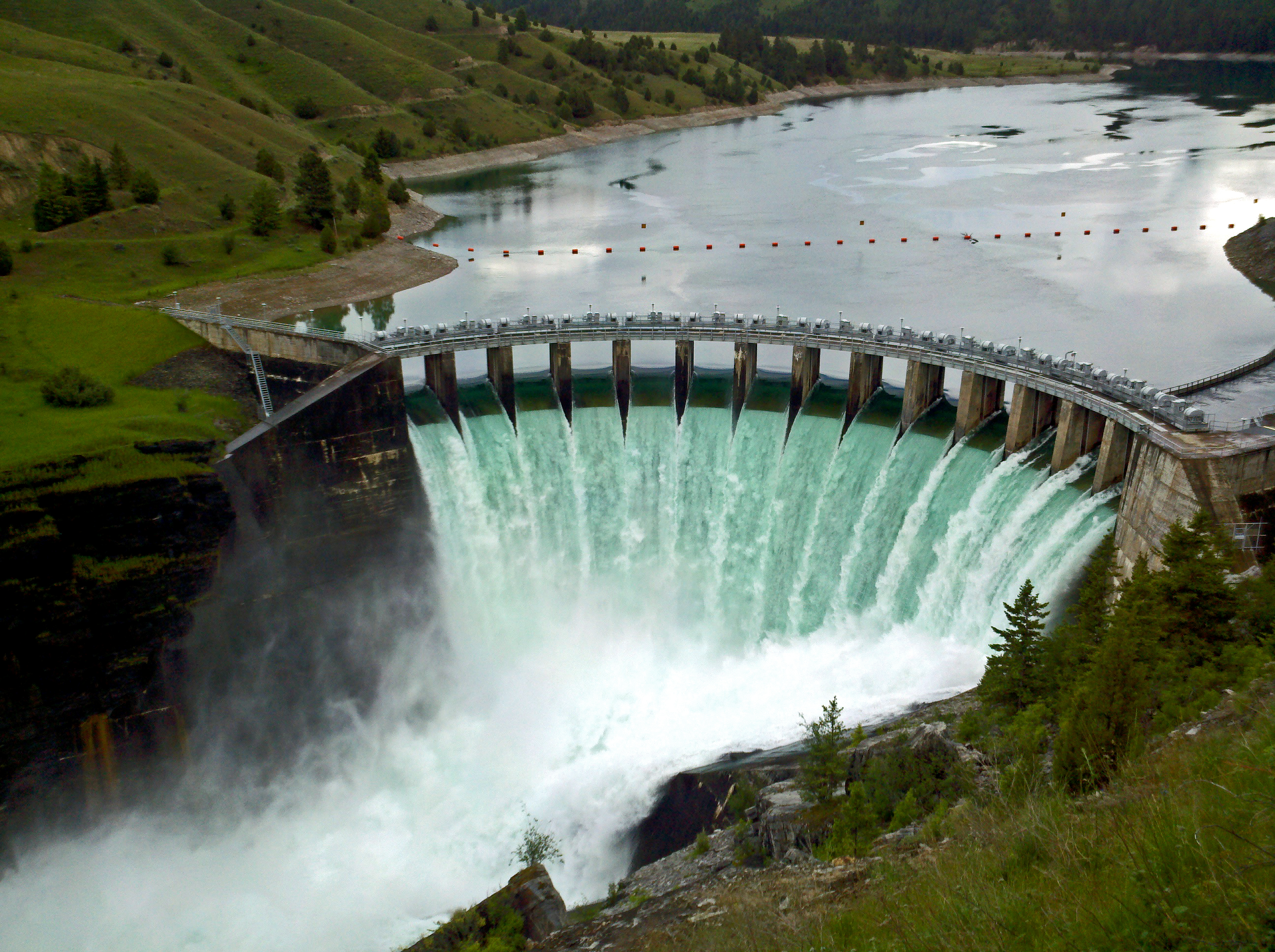
Staudamm Séliš Ksanka Ql’ispé Dam (ehemals Kerr Dam)

Der größte Beschäftgungssektor des Countys ist die Land- und Forstwirtschaft, gefolgt von Bergbau und Baugewerbe. Eine wichtige Einnahmesäule bildet der Tourismus im Sommer mit Angeboten für Wasser, Pferde- und Wandersport, Gastronomie und Unterkünften.
Der größte private Arbeitgeber (nach Anzahl der Beschäftigten) ist das Krankenhaus St. Luke Hospital in Ronan, gefolgt von Providence St. Joseph in Polson, dem Bohrer-Hersteller Jore Corporation und der gemeinnützigen Einrichtung Mission Mountain Enterprise (MME) für geistig behinderte Menschen sowie den Supermarktketten Walmart und Super 1 Foods.
Besitz und Betrieb des 1938 in Betrieb genommenen hydroelektrischen Staudamms Séliš Ksanka Ql’ispé Dam (ehemals Kerr Dam) wurden im Jahr 2015 von den Confederated Salish and Kootenai Tribes übernommen. Er ist der erste hydroelektische Staudamm in indianischem Besitz und produziert rund 1,1 Millionen Megawattstunden Strom jährlich.

### Verkehr
Von Norden nach Süden führt der U.S. Highway 93 durch das County. Am Südufer des Flathead Lake zweigt in Polson der U.S. Highway 35 ab und führt an der Ostseite des Sees entlang nach Finley Point und Woods Bay.
Mit staatlichen Zuschüssen betreibt die indianische Behörde für Humanressourcen und Entwicklung (Department of Human Resources and Development, DHRD) das öffentliche Verkehrsprojekt Flathead Transit: Im Jahr 2013 richtete das Projekt die eingestellte, tägliche Buslinie entlang des Highway 93 auf der Strecke zwischen Whitefish und Missoula wieder ein. Daneben bietet Flathead Transit innerhalb des Reservatsgebiets einen Taxi-artigen, deutlich vergünstigten Personentransport an. Beide Transportprogramme können von Indianern und Nichtindianern gleichermaßen genutzt werden.